# Az Amerikai Egyesült Államok zászlaja
Az Amerikai Egyesült Államok zászlaja – ismert nevén „csillagok és csíkok” (Stars and Stripes), magyarul gyakran: „csillagos-sávos lobogó” – a történelem során nem egyszer változott meg, tagállamok be-, illetve kilépése folytán. A jelenlegi zászlón 7 piros és 6 fehér vízszintes vonal található, a zászló bal felső sarkában egy nagy kék négyszög látható, benne ötven ötágú csillaggal. A sávok az eredeti tizenhárom gyarmatot jelképezik, az ötven csillag kék mezőben pedig a jelenlegi ötven tagállamot.

## Történet

A Nagy uniós zászló, az első zászló

13 csillagos zászló

Maga a zászló a függetlenségi háborúban jelent meg először, tizenhárom csillaggal. A zászló alapötletét a Szabadság Fiai adták, akik annyi piros-fehér csíkú zászlót használtak, ahány államban tevékenykedtek. A háború elindulásakor már mind a tizenhárom gyarmatban jelen voltak. A tizenhárom csillag helyett azonban az akkori brit zászló lekicsinyített változata került. 1777 júniusában a második kontinentális kongresszus megállapodott, hogy a zászlón a brit lobogó helyett a bal felső sarokban tizenhárom csillagnak kell lennie. Június 14. azóta a zászló napja az Egyesült Államokban.
A történelem során annyiszor változott az Egyesült Államok zászlaja, ahányszor egy új tagállam lépett be. A legutóbbi, az ötvenedik állam, Hawaii, 1959-ben lépett be, bár a zászlóra csak 1960. július 4-én (a Függetlenség Napján) került fel az 50. csillag.
A leghosszabb ideig használt zászló sokáig a 48 csillagos változat volt, 1912-től 1959-ig. A jelenlegi zászló 2007. július 4-én megdöntötte ezt a rekordot.
1989-ben az Egyesült Államok legfelsőbb bírósága azt a döntést hozta, hogy a zászlóégetés nem alkotmányellenes, mivel csupán a szólásszabadság kifejezése. 2006. június 28-án a szenátus ismét előterjesztette az ügyet, hogy minősítsék a zászlóégetést alkotmányellenesnek, de a házon belüli szavazáson egy szavazattal megbukott.

## Kultúra
A zászló kulturális jelentősége egyedülálló, a nagyrészt bevándorlók leszármazottaiból álló nemzet számára az egységet és az együttélést jelképezi. Az iskolások minden tanítási nap kezdetén hűségesküt (Pledge of Allegiance) tesznek, kifejezve a lojalitásukat a zászlóhoz és a köztársasághoz, amelyet a zászló jelképez. Ugyanezt az esküszöveget a felnőttek is elmondják ünnepélyes alkalmakkor. Maga a zászló természetesen mindenkinek jelenthet mást is, leginkább az Alkotmányt és a Bill of Rightsot, ami a nemzet demokratikus jogait foglalja össze.
Akárcsak Magyarországon, Amerikában is kitűzik a zászlót bizonyos ünnepnapokon, például az Elnök napján, a Veteránok napján és leginkább július 4-én, a nemzeti ünnepen.